# Albert Pietersma
Albert Pietersma (* 28. September 1935 in Opende, Niederlande; † 25. März 2025) war ein kanadischer Alttestamentler und Gräzist.

## Leben
Pietersma wanderte 1951 nach Kanada aus. Er erwarb 1962 den B.A. in Classics und Philosophie am Calvin College, 1965 den B.D. am Calvin Theological Seminary und den Ph.D. in Hebräischer Sprache und Literatur (Septuaginta) an der University of Toronto 1970 bei John William Wevers. Von 1969 bis 1976 lehrte er an der University of Victoria. Von 1976 bis zu seinem Ruhestand 2001 war er Professor of Septuagint and Hellenistic Greek am Department of Near and Middle Eastern Civilizations der University of Toronto. 

## Schriften (Auswahl)
- Two manuscripts of the Greek Psalter in the Chester Beatty Library Dublin. Rom 1978, OCLC 1164343292.
- mit Susan Turner Comstock: The apocalypse of Elijah based on P. Chester Beatty 2018. Atlanta 1981, ISBN 0-89130-371-5.
- The Apocryphon of Jannes and Jambres the Magicians. P. Chester Beatty XVI (with new editions of Papyrus Vindobonensis Greek inv. 29456 + 29828 verso and British Library Cotton Tiberius B. v f. 87). Leiden 1994, ISBN 90-04-09938-7.
- A new English translation of the Septuagint and the other Greek translations traditionally included under that title The Psalms. Oxford 2000, ISBN 0-19-529753-9.